# Алексей Церетели
Княз Алексей Николаевич Церетелев (Церетели) (на грузински: ალექსი ნიკოლოზის-ძე წერეთელი – Алекси Николозис дзе Церетели) е наследствен грузински княз, дипломат от Русия. Участник в Руско-турската война (1877-1878). Застъпник на българската национална кауза.

## Биография
Алексей Церетели е роден през 1848 г. в Грузия. Баща му Николоз е чичо на грузинския писател Акаки Церетели. Завършва Юридическия факултет на Московския университет. Изпратен е като секретар в руското генерално консулство в Белград. По-късно е преместен като секретар в Руското посолство в Цариград. В периода 1876 – 1877 г. ръководи руските консулства в Одрин и Пловдив.
След края на Априлското въстание от 1876 г. е включен в дипломатическа комисия, която разследва турските зверства в българските земи. Проявява се като страстен застъпник на българската национална кауза.
През същата година заедно с дипломата от САЩ Юджийн Скайлър разработва проект за автономна България, представен на Цариградската конференция. Участва активно в конференцията.
Командирован е в Действащата руска армия на Балканския полуостров и участва в Руско-турската война (1877 – 1878). Проявява се при освобождението на Търново, преминаването на Предния отряд през Хаинбоазкия проход и битката при Телиш.
След войната е генерален консул на Русия в Пловдив (до 1882). След Берлинския конгрес участва в международната комисия, съставила Органическия устав на Източна Румелия.

## Памет
В чест на княз Алексей Церетели е наименувано село Церетелево в България.
На него е наречена и улица в квартал „Банишора“ в София (Карта).